# Tucker & Dale vs Evil
Tucker & Dale vs. Evil è un film del 2010 diretto da Eli Craig.

## Trama
Un gruppo di amici si sta dirigendo nei boschi del West Virginia per passare un weekend in tenda, ma fa tappa in una stazione di servizio per rifornirsi di birre. Qui incontrano Tucker e Dale, due rozzi individui dalle apparenze montanare che provano un approccio col gruppo di amici; Dale, che rimane colpito dalla bellezza delle ragazze, si fa avanti, ma finisce per spaventare l’intera ciurma, facendola scappare. Nel mentre, lo sceriffo Gurr, dopo aver chiesto ai due dove fossero diretti, li avvisa che la loro casa di villeggiatura che hanno appena comprato è in realtà una casa piena di male.
La sera, finalmente accampati, uno dei giovani, Chad, racconta una storia per spaventare gli amici riguardante il cosiddetto “Grande massacro” avvenuto 20 anni prima in quegli stessi boschi, in cui un montanaro fece una carneficina. Per smorzare la tensione, il gruppo decide di fare un bagno nel lago lì accanto, lo stesso in cui Tucker e Dale stanno pescando più in là. La giovane e bella Allison cade in acqua da una roccia e Dale la salva, portandola sulla barca. Il resto del gruppo, che osserva tutta la scena da lontano impotente, fraintende pensando si tratti di un rapimento. La mattina seguente Allison si risveglia nella casa dei due trovando Dale molto gentile e premuroso; in poco tempo la giovane inizia a fidarsi dei due. Allo stesso tempo, però, gli amici di Allison le studiano tutte per irrompere nella casa e salvare la ragazza. Tucker mentre sta tagliando la legna colpisce un alveare e con la motosega accesa inizia a scappare dalle api, cosa che provoca scompiglio nel gruppo di amici lì vicino che cerca di irrompere in casa, causando la morte di uno di loro che si infilza con un ramo. Immediatamente Dale, preoccupato per la giovane, lascia inciso un messaggio su un tronco con scritto “Abbiamo la ragazza” che, però, viene frainteso dai giovani e letto come una minaccia.
Mentre Dale, aiutata da Allison, sta scavando una fossa per continuare i lavori di ristrutturazione della propria casa, un amico della ragazza si scaglia contro il possente Dale, cadendo nella fossa; il ragazzo viene trafitto da un bastone alla gola. Contemporaneamente anche un altro giovane si scaglia su Tucker, ma questo inciampa e finisce nella cippatrice in funzione. Il resto del gruppo, rimasto lontano, accorre e trova solo i due cadaveri dei loro amici, trovando la conferma della cattiva fede dei due montanari. Nella colluttazione tra Dale ed il ragazzo, Allison viene colpita per sbaglio da una pala, perde i sensi e viene riportata in casa da Dale.
Sopraggiunge lo sceriffo Gurr che non crede minimamente alla storia dei due (trovandosi davanti ancora i cadaveri dei giovani); tuttavia, un'asse portante della vecchia casa cade in testa al poliziotto, che esce dall’abitazione e cade a terra davanti agli occhi del gruppo, increduli. Chad allora rapisce il cane tanto amato da Dale, minacciandolo di ucciderlo. Tucker tenta di salvarlo, ma viene beccato ed i giovani rapiscono quest’ultimo, legandolo a testa in giù e tagliandogli due dita della mano, spedite poi davanti alla porta della casa con Dale al suo interno per spaventarlo. Dale esce e va a salvare l’amico, mentre Chad e un’altra ragazza entrano in casa per salvare Allison. Qui Allison cerca di spiegare l’accaduto e che si tratti solo di un grosso malinteso, ma Chad è arrabbiato e pensa che la ragazza si sia innamorata di Dale, come una manifestazione della sindrome di Stoccolma. Sopraggiungono Dale e Tucker e, dopo una colluttazione coi ragazzi, Allison placa gli animi mettendo a sedere al tavolo Chad e Dale. Qui, sfruttando le sue conoscenze da psicologa, Allison cerca di farli ragionare: si scopre che Chad perse il padre durante il “Grande massacro”, mentre la madre, già incinta di lui, era l’unica superstite della strage, anche se poi rinchiusa in un centro psichiatrico. Per questo motivo Chad impazzisce. Arrivano altri due ragazzi rimasti fuori, ma qui finiscono per uccidersi tra loro per la noncuranza delle loro azioni, finendo per far scoppiare un incendio. Tucker, Dale ed Allison riescono ad uscire in tempo, mentre Chad, con enormi ustioni sul volto, solo in seguito. Dale cerca di portare in salvo gli altri scappando con la macchina, ma si schianta contro un albero, perdendo i sensi.
La mattina seguente Dale si risveglia e non trova Allison, ma solo Tucker esanime in terra. Dale scopre che Chad ha rapito la ragazza e li trova in una vecchia fattoria. Qui Chad lega Allison ad un'asse di legno con una sega circolare. Durante la colluttazione tra Dale e Chad, il primo riesce a liberare la ragazza, scappando poi in un’altra stanza. Qui i due trovano un articolo di giornale risalente a 20 anni prima in cui sulla foto si vede il padre di Chad che viene arrestato. Chad capisce che i suoi genitori gli hanno sempre mentito e Dale lo mette K.O. spingendolo dalla finestra.
Dopo l’accaduto, Dale va a trovare Tucker in ospedale. Immediatamente Dale si ritrova con Allison e vanno a giocare a bowling con altri “montanari”. Qui Dale ed Allison si baciano.

## Accoglienza

### Incassi
A fronte di un budget stimato di circa 5 milioni di dollari, il film ne ha incassati circa 5,2 milioni. A causa di una scarsa distribuzione negli Stati Uniti, il film ha incassato soltanto 223,838 dollari sul suolo americano. La cifra più alta è arrivata dalla Francia, che ha fruttato al film 935,023 dollari. Il film è stato doppiato in italiano già da alcuni anni, ma nonostante questo a tutt'oggi risulta inedito perché mai uscito.

### Critica
L'aggregatore di recensioni online Rotten Tomatoes ha assegnato al film una percentuale di gradimento pari all’85% sulla base di 114 critiche ed un punteggio medio del 6.9/10.